# Grantia extusarticulata
Grantia extusarticulata är en svampdjursart som först beskrevs av Carter 1886.  Grantia extusarticulata ingår i släktet Grantia och familjen Grantiidae. Inga underarter finns listade i Catalogue of Life.